# ستيفن هانسون
ستيفن هانسون (8 يوليو 1931 - 27 يونيو 1997) (بالإنجليزية: Stephen Hanson)‏ هو لاعب كريكت جنوب أفريقي. لعب مع Free State (cricket team) ‏.

## وصلات خارجية
- ستيفن هانسون على موقع إي آس بي آن كريك إنفو (الإنجليزية)